# Нелли Мелба
Дама Нелли Мелба (англ. Nellie Melba, собств. Хелен Портер Митчелл англ. Helen Porter Mitchell, по мужу Армстронг; 19 мая 1861, Ричмонд, под Мельбурном, теперь в составе Мельбурна — 23 февраля 1931, Сидней) — австралийская певица
 (сопрано).

## Биография
Родилась в музыкальной семье, закончила Пресвитерианский колледж для девочек, где и проявился её музыкальный дар. Позднее брала уроки в Париже у Матильды Маркези, которая оказала на неё огромное влияние и уговорила взять псевдоним (он был избран по названию родного города).

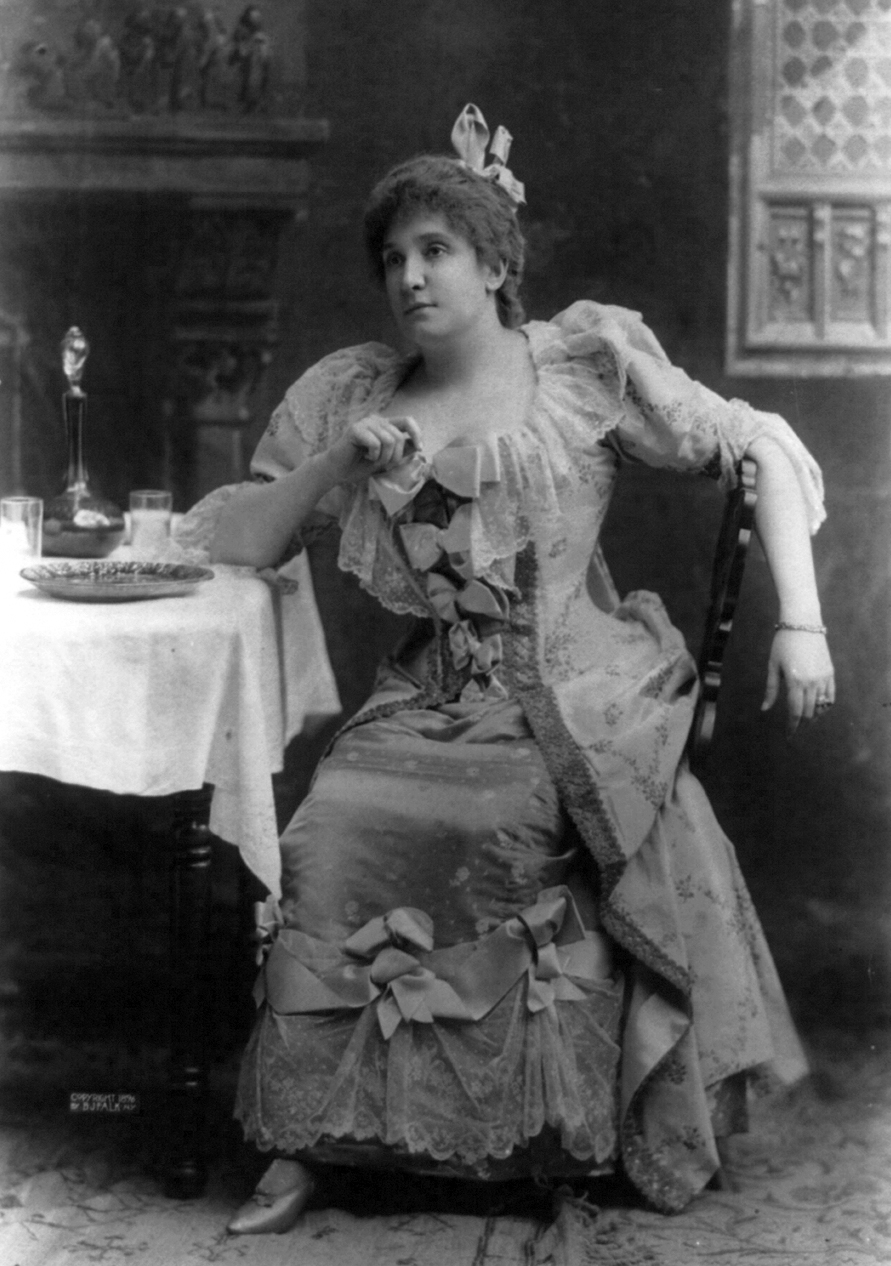
Нелли Мелба, 1896

## Творчество
Международное признание пришло к ней после выступления в Брюсселе в 1887 году в роли Джильды в опере Верди «Риголетто». Выступала в Европе, США, Австралии. Одной из её самых знаменитых ролей была Лючия в опере Доницетти «Лючия ди Ламмермур». В 1920 году она приняла участие в радиопередаче на заводе беспроволочного телеграфа Маркони в Великобритании.

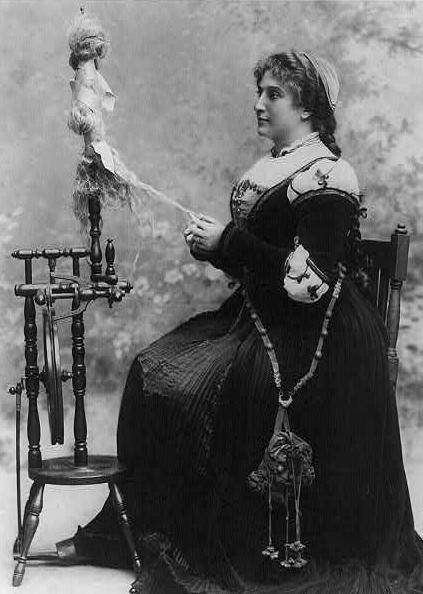
Нелли Мелба в роли Маргариты в опере Гуно «Фауст», ок. 1896

Умерла от сепсиса после косметологической операции.

## Автобиография
- Melodies and Memories (1925)

## Признание и наследие
Мировая слава певицы была огромной. В 1918 году Мельба и актриса Мэй Уитти были назначены Дамами-командорами Ордена Британской империи (DBE), таким образом став первыми представительницами зрелищных искусств, удостоенные данного титула. Позднее, в 1927 году, Мельба была повышена до ранга Дамы Большого Креста (GBE) того же ордена. Мелба стала первой австралийкой, чей портрет появился на обложке лондонского журнала Таймс (апрель 1927). Нелли Мелба, вместе с Аделиной Патти, были первыми певицами, чей голос записали на фонограф. Их мраморные бюсты — единственные изваяния певиц в фойе лондонского Ковент-Гардена. Имя Мелба носит Мельбурнская консерватория, в Мельбурнском университете есть зал Мелба. Именем Мелба назван пригород Канберры и сорт яблони. Игровые фильмы о певице были сняты в 1953 и 1987 (телесериал).
Известный французский кулинар Огюст Эскофье изобрёл для певицы, опасавшейся за своё горло и боявшейся есть мороженое, десерт под названием «Персик Мелба»: половинка персика плюс ванильное мороженое и соус Мелба, сделанный из подслащённой свежей малины. Тост Мелба (хрустящий, тонкий ломтик хлеба) также названы Эскофье в её честь.

## Музыкальные фрагменты
| Ah, fors e lui, Травиата, 1907 |
| Sempre libera, Травиата, 1904  |